# Traditionis custodes
Traditionis custodes (lateinisch Als Wächter der Tradition) ist der Titel eines Motu proprio von Papst Franziskus über die Liturgie der heiligen Messe im Römischen Ritus, insbesondere über deren Feier in der Form vor der Liturgiereform von 1970 (vor dem Erscheinen des Missale Romanum Papst Pauls VI.). Das Motu proprio wurde zusammen mit einem Begleitbrief des Papstes an die Bischöfe am 16. Juli 2021 vom Pressesaal des Heiligen Stuhls in italienischer Sprache und einer englischen Übersetzung veröffentlicht.
Papst Franziskus revidierte damit das Motu proprio Summorum Pontificum seines Vorgängers Benedikt XVI. vom 7. Juli 2007. Darin hatte dieser die sog. „tridentinische Messe“ in der Fassung des Messbuches von 1962 als forma extraordinaria des Römischen Ritus unter bestimmten Voraussetzungen erlaubt. Diese Bedingungen wurden von Franziskus jetzt deutlich restriktiver gefasst, die Rolle des Diözesanbischofs bei der Aufsicht über diese Gottesdienste wurde stärker akzentuiert.

## Historische Einordnung
Die vom Zweiten Vatikanischen Konzil angeordnete Liturgiereform, darunter der Messordnung (Ordo Missae) und des Missale Romanum, erfolgte in mehreren Schritten zwischen 1964 und 1970, die die entsprechenden Teile des Messbuchs Johannes’ XXIII. von 1962 rechtswirksam ersetzten. Papst Paul VI. führte die Beschlüsse des Konzils konsequent aus und ordnete am 3. April 1969 die Veröffentlichung der insgesamt erneuerten Messordnung (Ordo Missae, Gemeindemesse) mit einer Neuausgabe des „Missale Romanum“ (erschienen 1970) an. Der Papst und fast alle Bischöfe gestatteten die Verwendung der „alten“ Messordnung nicht länger für Gottesdienste mit Gemeinden (cum populo), sondern lediglich als Ausnahme für Privatmessen.
Die Liturgie von 1962, häufig in nichtfachlicher Ausdrucksweise „Tridentinische Messe“ genannt, ist nicht die bis 1970 übliche Form der Liturgie, sondern jene, die vor der Liturgiekonstitution „Sacrosanctum Concilium“ des Konzils und vor der verbindlichen Neuordnung der Messfeier vom Jahr 1965 üblich war.

### Johannes Paul II.:Quatuor abhinc annos(1981) undEcclesia Dei(1988)
Da es weiterhin manche Priester und Gläubige gab, die die frühere Weise der Messfeier bevorzugten, gestattete die Kongregation für den Gottesdienst 1981 den Diözesanbischöfen, aus pastoralen Gründen Gruppen, die darum ersuchten, die Genehmigung zu erteilen, sogenannte Indultmessen nach dem Römischen Messbuch von 1962 in lateinischer Sprache zu feiern, und zwar nur in Kirchen und Kapellen und zu Zeiten, die der Bischof für angebracht hielt. Papst Johannes Paul II. bestätigte dies  1988 durch sein Motu Proprio Ecclesia Dei, um diejenigen Gläubigen zu integrieren, die sich von der Bewegung des schismatischen Bischofs Marcel Lefebvre und der von ihm gegründeten Priesterbruderschaft St. Pius X.  abgewandt hatten; Lefebvre lehnte nicht nur die Liturgiereform, sondern auch andere wesentliche Reformen des Konzils ab.

### Benedikt XVI.:Summorum Pontificum(2007)
Papst Benedikt XVI. veröffentlichte am 7. Juli 2007 das Motu proprio Summorum Pontificum, in dem er unter anderem die Messfeier nach dem Missale Romanum von 1962 (ohne die Neufassung der Messordnung von 1965, aber auch nicht in einer älteren Version als die von 1962) als „außerordentliche Form der Liturgie der Kirche“ in gewissen Grenzen zuließ. Vom Bischof konnten entsprechende Personalpfarreien errichtet werden. Das Motu proprio ersetzte die Regelungen von Quattuor abhinc annos. Von der römischen Kurie wurde diese Form der Messfeier als Usus extraordinarius Ritus Romani bezeichnet, das heißt als ein außerordentliche Praxis innerhalb des Römischen Ritus.
In einem Begleitbrief stellte Papst Benedikt XVI. klar, „dass selbstverständlich das von Papst Paul VI. veröffentlichte und dann in zwei weiteren Auflagen von Johannes Paul II. erneut herausgegebene Missale die ordentliche Form – die forma ordinaria – der Liturgie der heiligen Eucharistie ist und bleibt.“ Die jüngste dem Konzil vorausgehende Fassung des Missale Romanum, die unter der Autorität von Papst Johannes XXIII. 1962 promulgiert wurde, könne demgegenüber als forma extraordinaria der liturgischen Feier Verwendung finden.

### Umfrage zur Anwendung des Motu proprio „Summorum Pontificum“ (2020)
2020 führte die Kongregation für die Glaubenslehre im Auftrag von Papst Franziskus eine Umfrage zur Anwendung des Motu proprio Summorum Pontificum weltweit bei allen Bischöfen durch; eine solche Umfrage war bereits von Benedikt XVI. vorgesehen gewesen und hätte eigentlich drei Jahre nach Summorum Pontificum stattfinden sollen. Die Bischöfe sollten „positive oder negative Aspekte“ der vorkonziliaren Messe angeben; unter anderem wurde gefragt, ob die vorkonziliare Messe wegen eines „pastoralen Bedürfnisses“ gefeiert oder ob deren Praxis von einem einzelnen Priester gefördert werde, außerdem, ob die ordentliche Form Elemente der außerordentlichen Form aufgenommen habe. Franziskus bezog sich in seinem Motu proprio vom 16. Juli 2021 ausdrücklich auf diese Konsultation, deren Ergebnisse nicht veröffentlicht worden waren, und legte seine Beweggründe für das Motu proprio und die darin festgelegten Entscheidungen dar:

„Die eingegangenen Antworten haben eine Situation offenbart, die mich traurig und besorgt macht, und mich darin bestärkt, dass es notwendig ist einzugreifen. Leider wurde die pastorale Absicht meiner Vorgänger, denen es darum ging, »alle Anstrengungen zu unternehmen, um all denen das Verbleiben in der Einheit oder das neue Finden zu ihr zu ermöglichen, die wirklich Sehnsucht nach Einheit tragen« [Benedikt XVI.], oft schwer missachtet. Eine von Johannes Paul II. und mit noch weiterem Großmut von Benedikt XVI. gewährte Möglichkeit, um die Einheit der Kirche unter Achtung der verschiedenen liturgischen Sensibilitäten wiederherzustellen, ist dazu verwendet worden, die Abstände zu vergrößern, die Unterschiede zu verhärten, Gegensätze aufzubauen, welche die Kirche verletzen und sie in ihrem Weg hemmen, indem sie sie der Gefahr der Spaltung aussetzen.“

## Traditionis custodes– Inhalt des Motu proprio
Mit dem Motu proprio Traditionis custodes vom 16. Juli 2021 entschied Papst Franziskus, dass die liturgischen Bücher von 1970 in den von den Päpsten Paul VI. und Johannes Paul II. herausgegebenen Fassungen „einzige Ausdrucksform der lex orandi des Römischen Ritus“ sind (Art. 1). „Die vorausgehenden Normen, Instruktionen, Gewährungen und Gewohnheiten […] sind außer Kraft gesetzt.“ (Art. 8); damit werden die Regelungen von Johannes Paul II. (Ecclesia Dei) und Benedikt XVI. (Summorum Pontificum) ausdrücklich außer Kraft gesetzt, so dass nicht mehr legitimer Weise von der Sonderform eines „Usus extraordinarius“ (‚außerordentliche Praxis‘) im Unterschied zu einem „Usus ordinarius“ (‚ordentliche Praxis‘) gesprochen werden kann. Diese Unterscheidung einer ordentlichen und einer außerordentlichen Form des Römischen Ritus bezeichnete der Liturgiewissenschaftler Martin Klöckener als  „Hilfskonstruktion [...], die es nie zuvor in der Geschichte der Liturgie gegeben hatte“.
Die Feier der Tridentinischen Messe wird nur noch in Einzelfällen geduldet und ist an bestimmte eng gefasste Bedingungen geknüpft.
Ausschließlich der Ortsbischof hat die Kompetenz, den Gebrauch des Missale Romanum von 1962 in seiner Diözese zu genehmigen, und zwar im Rahmen der Richtlinien des Apostolischen Stuhls (Art. 2). Der Bischof ernennt einen geeigneten Priester als seinen Beauftragten für diesen Bereich, der für die Feiern und die seelsorgerische Betreuung der Gruppen von Gläubigen verantwortlich ist, die die Messe nach dem Missale vor der Reform von 1970 feiern. Er soll über ausreichende Lateinkenntnisse verfügen und „von einer lebendigen pastoralen Liebe und einem Sinn für die kirchliche Gemeinschaft beseelt sein.“ (Art. 3,4).
Wo es eine oder mehrere Gruppen gibt, die nach dem Missale vor der Reform von 1970 feiern, soll der Ortsbischof
- überprüfen, ob sie die Gültigkeit und Legitimität der Liturgiereform, der Vorgaben des Zweiten Vatikanischen Konzils und des Lehramtes der Päpste nicht ausschließen (Art. 3,1),
- Orte und Tage benennen, wo und an denen diese Gottesdienste stattfinden können. In Pfarrkirchen dürfen solche Messfeiern nicht stattfinden (Art. 3, 2 und 3).
- Die Lesungen werden dabei in der Volkssprache in der jeweils von der Bischofskonferenz approbierten Übersetzung verkündet (Art. 3,3).
- Es dürfen keine neuen Gruppen mehr gegründet und keine neuen Personalpfarreien mehr errichtet werden, in denen die alte Form praktiziert wird. Bestehende Personalpfarreien, wie sie Papst Benedikt XVI. in Summorum Pontificum (Art. 10) konzediert hatte, sollen nur beibehalten werden, wenn ihre „tatsächliche Nützlichkeit für das geistliche Wachstum“ geprüft wurde (Art. 3, 5 und 6).

Neugeweihte Priester, die Privatmessen nach dem Missale Romanum von 1962 zelebrieren wollen, bedürfen der Genehmigung des Bischofs, der hierfür den Heiligen Stuhl konsultieren muss (Art. 4). Priester, die bereits in der alten Form zelebrieren, müssen die Genehmigung des Bischofs neu erbitten (Art. 5).
Zuständig sind in der Römischen Kurie die Kongregation für den Gottesdienst und die Sakramentenordnung und die Kongregation für die Institute geweihten Lebens und für die Gesellschaften apostolischen Lebens (Art. 6 und 7); die vorübergehende Zuständigkeit der Päpstlichen Kommission Ecclesia Dei für traditionalistische Gruppen und Gemeinschaften, die die Liturgie in der forma extraordinaria feierten, war bereits 2019 mit der Auflösung dieser Kommission durch Papst Franziskus an die Glaubenskongregation übergegangen.

## Inhalt des Begleitbriefs an die Bischöfe
Der Papst erläutert die Gründe für seine Entscheidung in einem ausführlichen Begleitbrief, der an die Bischöfe der Welt gerichtet ist. Er würdigt die Absicht Johannes Pauls II., den Gebrauch des Missale von 1962 zu genehmigen, um ein Schisma mit der von Erzbischof Lefebvre geführten Bewegung abzuwenden und die Einheit der Kirche wiederherzustellen. Benedikt XVI. habe dann den Sachverhalt 2007 neu regeln müssen, um eine allzu freie Verwendung des Ritus von 1962 abzumildern, die zu einem parallelen Gebrauch beider Formen geführt hätte. Benedikt sei überzeugt gewesen, dass durch die Zulassung der forma extraordinaria, die von Gruppen von Gläubigen inständig erbeten worden sei, „einer der wesentlichen Beschlüsse des Zweiten Vatikanischen Konzils nicht in Zweifel gezogen würde und damit seine Autorität unterwandert würde“; die Angst vor Spaltungen in den Pfarrgemeinden habe er für unbegründet gehalten, denn „beide Formen des Usus des Ritus Romanus“ könnten sich „gegenseitig befruchten“.
Tatsächlich habe aber die Konsultation der Bischöfe von 2020 ergeben, dass zu beobachten sei, dass von den Zugeständnissen seiner Vorgänger ein „falscher Gebrauch“ gemacht worden sei; in den Worten und Haltungen vieler Befürworter der Tridentinischen Messe bestehe ein enger Zusammenhang zwischen der „Entscheidung, nach den vor dem Zweiten Vatikanischen Konzil gültigen liturgischen Büchern zu zelebrieren, und der Ablehnung der Kirche und ihrer Einrichtungen im Namen dessen, was sie für die ‚wahre Kirche‘ halten“. „Es handelt sich um ein Verhalten, das der Gemeinschaft widerspricht und jenen Drang zur Spaltung nährt […], gegen den sich der Apostel Paulus entschieden gewandt hat“, schreibt Franziskus; der „instrumentelle Gebrauch des Missale Romanum von 1962“ durch die Verfechter der alten Messe sei „von einer wachsenden Ablehnung nicht nur der Liturgiereform, sondern des Zweiten Vatikanischen Konzils“ gekennzeichnet und werde begründet mit der unhaltbaren Behauptung, das Konzil habe „die Tradition und die ‚wahre Kirche‘ verraten“.
Die Bischöfe werden aufgefordert, sich für eine Rückkehr zu einer einheitlichen Form der Feier einzusetzen und dazu die Realität der Gruppen, die mit dem Missale Romanum von 1962 feiern, zu überprüfen. Es gelte „für das Wohl derer zu sorgen, die in der vorhergehenden Zelebrationsform verwurzelt sind und Zeit brauchen, um zum Römischen Ritus zurückzukehren“, aber zugleich „die Errichtung von Personalpfarreien einzustellen, die mehr vom Wunsch und Willen einzelner Priester abhängen als vom Bedürfnis des ‚heiligen Volkes Gottes‘“.
Das Zweite Vatikanische Konzil habe, so der Papst, den Römischen Ritus, „der im Laufe der Jahrhunderte mehrmals an die Erfordernisse der Zeit angepasst wurde, nicht nur bewahrt, sondern in Treue zur Überlieferung erneuert“. „Wer mit Andacht nach der vorherigen Form der Liturgie zelebrieren möchte, wird keine Schwierigkeiten haben, im gemäß der Absicht des Zweiten Vatikanischen Konzils erneuerten Römischen Messbuch alle Elemente des Römischen Ritus zu finden, besonders den Römischen Kanon, der eines der charakteristischsten Elemente darstellt.“
Den verpflichtenden Charakter des erneuerten Missale Romanum bekräftigt er, indem er „Missbräuche der einen und der anderen Seite bei der Feier der Liturgie“ kritisiert, also auch solche in der vom Konzil erneuerten Liturgie, etwa dass das neue Missale „als Ermächtigung oder gar Verpflichtung zur ‚Kreativität‘ aufgefasst“ werde und „oft zu kaum erträglichen Entstellungen der Liturgie“ geführt habe; er zitiert dabei eine Einschätzung seines Vorgängers Benedikt XVI. Den Diözesanbischöfen trägt er auf, dafür zu sorgen, „dass jede Liturgie mit Würde und in Treue zu den nach dem Zweiten Vatikanischen Konzil promulgierten liturgischen Büchern gefeiert wird ohne exzentrisches Gehabe, das leicht in Missbrauch abgleitet“.

## Rezeption
Nach Einschätzung mehrerer Vatikan-Berichterstatter deutet die Erstveröffentlichung der Texte in Italienisch und Englisch darauf hin, dass die traditionelle lateinische Messe „vor allem im anglo-amerikanischen Raum genutzt wird, um Spaltung zu säen“; die mit Abstand meisten Orte, an denen Messen in der alten Form angeboten würden, gebe es in den Vereinigten Staaten.
In den USA sind zum Teil heftige Reaktionen seitens der Befürworter der Liturgie von 1962 zu beobachten. Die US-amerikanische Journalistin Heidi Schlumpf, Chefredakteurin von National Catholic Reporter, sagte im Interview mit dem Kölner Domradio, der alte Ritus sei populär; in den USA gebe es sechs Prozent aller Katholiken weltweit, aber mit 658 Gemeinden 40 Prozent der Orte mit der „alten“ Messfeier. Schlumpf erklärte, in den USA und auch in anderen Ländern bestehe das Problem, „dass der alte Ritus zu einem Symbol wird. Ein Symbol für eine Art konservativen Katholizismus, der auch ins Extreme geht. Einige wollen sich damit von Papst Franziskus abgrenzen oder politisch der Republikanischen Partei annähern“ und machten die „alte Messe“ zu einer „Ideologiefrage“; auf diese Strömungen und Gedankengänge habe der Papst mit seinem Motu Proprio auch eingehen wollen. Mehrere konservative Bischöfe in den USA übten deutliche Kritik an dem Papstbeschluss; sie fassten das Motu proprio als „Kriegserklärung“ auf und wollen die Messfeiern in ihren Diözesen nicht einschränken; einige Bischöfe erlaubten sogar – entgegen der päpstlichen Anordnung – Messfeiern nach dem 1962er-Missale in Pfarrkirchen. Der Erzbischof von San Francisco, Salvatore Cordileone, will einmal im Monat die „Tridentinische Messe“ in der Kathedrale von San Francisco anbieten, weil eine entsprechende Nachfrage der Gläubigen bestehe. Der Bischof von Washington, Kardinal Wilton Gregory, verbot hingegen eine für den 14. August im Washingtoner Nationalheiligtum der Unbefleckten Empfängnis geplante Messfeier im Usus antiquior.
Die deutschen Bistümer gaben zu erkennen, man prüfe das Motu proprio und mögliche Auswirkungen; einige Bistümer erklärten in ersten Stellungnahmen, dass bisher bewährte Absprachen mit Priestern, die für die außerordentliche Form des römischen Ritus beauftragt waren, fortgesetzt werden könnten; Polarisierungen müssten vermieden werden.
Martin Klöckener wies darauf hin, dass den Bischöfen durch Traditionis custodes die weitreichende Kompetenz des Ortsordinarius als Hüter und Garant der Überlieferung der Kirche und als „sichtbares Prinzip und Fundament der Einheit in ihren Teilkirchen“, wie sie sie das Zweite Vatikanische Konzil gewollt hatte, zurückgegeben wurde, nachdem sie ihnen durch Papst Benedikts Motu proprio von 2007 in dem zentralen Punkt der Verantwortung für die Liturgie in ihren Diözesen entzogen worden war. Der Liturgiewissenschaftler Helmut Hoping erkennt hinter dem Motu proprio die Erkenntnis des Papstes, dass der Versuch einer liturgischen Versöhnung, den Benedikt XVI. mit Summorum Pontificum unternommen habe, gescheitert sei; Hoping kritisiert, dass die Antworten der Bischöfe auf die Umfrage zur Praxis von Summorum Pontificum nicht veröffentlicht worden seien, so dass „die Triftigkeit des päpstlichen Urteils schwer zu überprüfen“ sei. Ähnlich sieht es auch der Journalist Markus Grulich in der katholischen Wochenzeitung Die Tagespost, da mit einer Veröffentlichung der Umfrageergebnisse die Situation belegt theologisch und rechtlich besser eingeschätzt werden könnte. Die von Papst Franziskus angesprochene Ablehnung des Zweiten Vatikanischen Konzils und der Liturgiereform entsprächen nicht der Intention Benedikts XVI., und dessen Hoffnung einer gegenseitigen Befruchtung der beiden Formen des römischen Ritus scheine sich universalkirchlich nicht erfüllt zu haben, auch wenn es im deutschen Sprachraum anders aussehen möge.
Für den Liturgiewissenschaftler Martin Stuflesser gehört der Streit um die Form der Messfeier zu den „liturgischen Nebenkriegsschauplätzen“; manchen Anhängern der vorkonziliaren Liturgie gehe es nicht um die Liturgie, sondern um das Kirchenbild, die Ekklesiologie und das Amtsverständnis sowie die Kritik am gesamten Kurs von Papst Franziskus. Das Motu proprio sei eine legitime Reaktion des Papstes als Inhaber des höchsten Lehramts darauf.
Auch Volker Resing, Chefredakteur der Zeitschrift Herder Korrespondenz, äußerte die Beobachtung, dass die Alte Messe in der Kirche Fliehkräfte freigesetzt habe, die die Kirche stark polarisierten. Das Motu proprio von Papst Franziskus deutet er als „Signal für die Mitte und die Einheit des Katholischen, die verloren zu gehen drohte“. Der Kirchenrechtler Gero Weishaupt vertrat dagegen die Auffassung, dass Traditionis custodes die Spaltung vertiefen könne und nicht versöhnen werde, da „die Vorbehalte, die traditionsverbundene Katholiken ohnehin schon gegenüber Papst Franziskus haben“, durch das neue Kirchengesetz noch verstärkt würden. Ähnlich hatte sich auch der Kirchenrechtler Wolfgang F. Rothe besorgt gezeigt, dass sich durch das Motu Proprio eine „kirchliche Subkultur“ bilden könne, da die Kirche diejenigen Menschen – Priester und Laien – nicht mehr erreichen könne, die sich nicht von der Messe im 'Alten Ritus' abhalten lassen, und dass diese „komplett Teil eines autoritären und totalitären Systems“ werden könnten, in dem die Gefahr von Missbrauch sehr hoch sei.
Die katholisch-traditionalistische Priesterbruderschaft St. Petrus, für die nach eigenen Angaben die Liturgie von 1962 im „Zentrum ihres Charismas“ steht, zeigte sich in einem Kommuniqué vom 20. Juli 2021 verwundert und „zutiefst betrübt über die Motive, die angeführt werden, um den Gebrauch des Messbuchs des hl. Johannes XXIII. einzuschränken“; gleichzeitig wird die Treue zum Lehramt der Kirche, dem Papst und den Bischöfen betont und darauf verwiesen, dass sich die Bruderschaft in ihren Konstitutionen auf die Lehren des Zweiten Vatikanischen Konzils berufe. Die Gemeinschaft hofft auf das Verständnis der Bischöfe dafür, dass sie die liturgischen Traditionen vor der vom Zweiten Vatikanischen Konzil gewünschten Reform weiter befolgen will. Im Gegensatz dazu grenzte sich das traditionalistische Institut St. Philipp Neri in Berlin vom dortigen Erzbischof ab und betonte, im Institut werde vorerst weiter im tridentinischen Ritus zelebriert, da die Priestergemeinschaft St. Philpp Neri nicht dem Erzbistum Berlin unterstehe, sondern der Ordenskongregation in Rom. Der Leiter des Instituts, Propst Gerald Goesche, bezeichnete den Erlass von Papst Franziskus als „sehr unfreundlichen Akt“.
Im August 2021 stellte der ehemalige Kurienbischof Carlo Maria Viganò das Motu proprio in der in Kanada erscheinenden politisch weit rechts stehenden News-Plattform LifeSiteNews in den Kontext von Verschwörungsmythen. Er behauptete, ein „tiefer Staat“ und eine „tiefe Kirche“ seien auf parallelen Wegen unterwegs zu einer „Neuen Weltordnung“. In der römisch-katholischen Kirche habe dieser Prozess begonnen, als mit dem Zweiten Vatikanischen Konzil freimaurerische Ideen in die Kirche gekommen seien, auf deren Grundlage die Kirche fundamental umgebaut werde. Viganò wirft in dem Text Papst Franziskus vor, dass er die Kirche auch durch Traditionis custodes zu einer progressiven „Welteinheitsreligion“ verändern wolle; das Motu proprio sei ein weiterer Schritt, um die Tradition zugunsten der neuen, progressiven Ideologie zurückzudrängen.
Der deutsche Kirchenrechtler Georg Bier begrüßte Traditionis custodes im August 2021 als Stärkung der Diözesanbischöfe und Rückgabe von Befugnissen, die zu deren ureigener Verantwortung gehörten. Laut Bier werde die Vorrangstellung des Messbuchs von 1969 wieder deutlicher und stärker betont; alles außer dieser einen Ausdrucksform des römischen Ritus beruhe auf Ausnahmegenehmigungen. Der Papst wolle keine Parallelstrukturen zu den Pfarrgemeinden.
Der Erzbischof von Chicago, Kardinal Blase Cupich, nannte in einem Blogbeitrag am 1. November 2021 drei Leitprinzipien, die Papst Franziskus beim Erlass des Motu proprio bewegt hätten: die Einheit der Kirche zu fördern, die Reformen des Zweiten Vatikanischen Konzils als authentisches Handeln des Heiligen Geistes in der Kontinuität der Tradition der Kirche deutlich zu machen und die Rolle des Diözesanbischofs als obersten Liturgen in seinem Bistum zu stärken.
Bezugnehmend auf die Auseinandersetzungen zwischen kirchlichen „Traditionalisten“ und „Progressisten“ im Anschluss an Traditionis custodes rief der römische Kirchenhistoriker und Kardinal Walter Brandmüller im Dezember 2021 in einem Beitrag für Die Tagespost zu Toleranz und gegenseitigem Respekt auf; eine „Messe aller Zeiten“ habe es nie gegeben; im Verlauf der Jahrhunderte hätten sich in den verschiedenen geographischen und kulturellen Räumen jeweils eigene Riten ausgebildet, die in ihrer liturgischen Gestalt verschieden, im Kern jedoch identisch seien. Allerdings könne auch Wandel nicht übers Knie gebrochen werden, sondern müsse organisch wachsen. Bei der Liturgie sei nicht die äußere Form entscheidend, sondern mit welcher „Gewissenhaftigkeit, Sorgfalt, Andacht und Würde“ die heilige Messe gefeiert werde.
Die Gottesdienstkongregation (heute Dikasterium für den Gottesdienst und die Sakramentenordnung) veröffentlichte am 18. Dezember 2021 eine an die Präsidenten der Bischofskonferenzen gerichtete Antwort des Papstes auf Widersprüche gegen die päpstliche Entscheidung und bekräftigte letztere nachdrücklich. Der Präfekt des vatikanischen Dikasteriums für den Gottesdienst und die Sakramentenordnung, Arthur Roche, sagte am 17. Juni 2022 in einem Interview mit Vatican News, die Form der Messfeier dürfe keine Frage der persönlichen Entscheidung sein. Der in heutiger Zeit zunehmende Individualismus dürfe nicht auf den Bereich der Liturgie übergreifen, denn es gebe nur ein liturgisches Gesetz für die ganze Kirche: „Wir feiern als Gemeinschaft, da die gesamte Kirche und die Kirche durch die Jahrhunderte hindurch immer die Form der Liturgie geregelt hat, die sie für eine bestimmte Zeit für angemessener hielt.“ Die „Kämpfe“ um die „alte Messe“ seien eine „Tragödie“, denn die Eucharistie sei wesentlich das Sakrament, das die Kirche eint. Den Widerstand konservativer Kreise gegen eine fortschreitende Entwicklung der Liturgie bezeichnete Roche als „eine sehr ernste Angelegenheit, auf die der Papst in seinem Dokument über die Liturgie, Traditionis custodes, hingewiesen hat“; „es gab nie eine Kontroverse über die Liturgie in der Art, wie wir sie heute erleben, zum Teil weil es nie zuvor zwei Versionen des Römischen Messbuchs gab“.
Zur Begründung der von ihm erlassenen Einschränkungen erklärte Papst Franziskus im Mai 2023, er habe gesehen, „dass die guten pastoralen Maßnahmen, die von Johannes Paul II. und Benedikt XVI. ergriffen wurden, ideologisch genutzt wurden, um rückwärts zu gehen“; diese Rückwärtsbewegung, die nicht in der pastoralen Vision seiner Vorgänger enthalten gewesen sei, müsse gestoppt werden.
Der Präfekt des Gottesdienstdikasteriums, Kardinal Arthur Roche, sagte in einem Interview im März 2025, die Zahl derer, die die Messe in ihrer Form vor der Liturgiereform feierten, sei weltweit sehr gering, aber ihre Verteidiger seien besonders lautstark.